# Сожи
Сожи́ (фр. Saugy) — коммуна во Франции, находится в регионе Центр. Департамент — Шер. Входит в состав кантона Шарос. Округ коммуны — Бурж.
Код INSEE коммуны — 18244.

## География

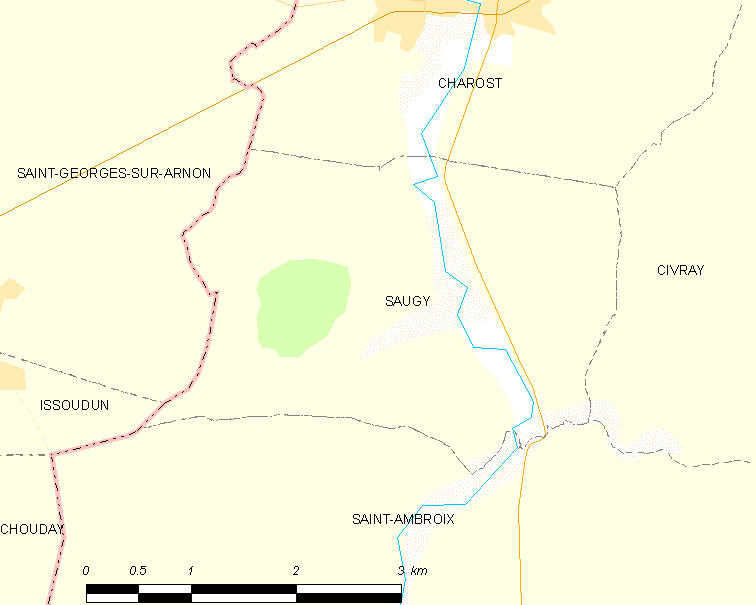
Карта коммуны

Коммуна расположена приблизительно в 220 км к югу от Парижа, в 105 км южнее Орлеана, в 25 км к юго-западу от Буржа.
По территории коммуны протекает река Арнон.

## Население
Население коммуны на 2008 год составляло 64 человека.
| 1962 | 1968 | 1975 | 1982 | 1990 | 1999 | 2008 |
| ---- | ---- | ---- | ---- | ---- | ---- | ---- |
| 91   | 99   | 67   | 57   | 69   | 69   | 64   |

## Экономика
Основу экономики составляет сельское хозяйство.
В 2007 году среди 40 человек в трудоспособном возрасте (15-64 лет) 30 были экономически активными, 10 — неактивными (показатель активности — 75,0 %, в 1999 году было 68,9 %). Из 30 активных работали 27 человек (17 мужчин и 10 женщин), безработных было 3 (2 мужчин и 1 женщина). Среди 10 неактивных 3 человека были учениками или студентами, 6 — пенсионерами, 1 были неактивными по другим причинам.